# Сиалоадгезин
Сиалоадгезин (Siglec-1, CD169) — белок, молекула клеточной адгезии, локализующийся на макрофагах. Продукт гена человека SIGLEC1.

## Структура
Сиалоадгезин является лектином 1-го типа, содержит 17 иммуноглобулиновых доменов, из которых 1 — вариабельный и 16 — консервативных. Входит в суперсемейство иммуноглобулинов (IgSF). Связывается с сиаловыми кислотами, при этом образуется солевой мостик между консервативным остатком аргинина (в v-set домене белка) и карбоксильной группой сиаловой кислоты.

## Локализация
Особенно высокий уровень сиалоадгезина находится на макрофагах селезёнки, печени, лимфатических узлов, костного мозга, толстого кишечника и лёгких. При ревматоидном артрите сиалоадгезин сильно экспрессирован в повреждённых тканях.

## Взаимодействия
Сиалоадгезин связывает в основном нейтрофилы, а также моноциты, естественные киллеры, B-лимфоциты и цитотоксические Т-лимфоциты за счёт взаимодействия с сиаловыми кислотами поверхностных лигандов клеток.
CD169+ макрофаги опосредуют передачу сигнала между различными клетками и обеспечивают задержку гемопоэтических стволовых клеток в специфической нише костного мозга, в которой также локализуются мезенхимальные стволовые клетки и бета-адренергические нейроны.